# Ponga (Spanyolország)
Ponga egy település Spanyolországban, Asztúria autonóm közösségben. Ponga Casu, Piloña, Parres, Amieva, Oseja de Sajambre, Burón és Maraña községekkel határos. Lakosainak száma 576 fő (2024).

## Népesség
A település népessége az utóbbi években az alábbiak szerint változott:
| Lakosok száma | 759  | 701  | 686  | 684  | 686  | 663  | 623  | 586  | 561  | 576  |
|               | 2001 | 2004 | 2007 | 2009 | 2012 | 2014 | 2017 | 2019 | 2022 | 2024 |